# The Food Chopper War
The Food Chopper War è un cortometraggio muto del 1913 diretto da Lorimer Johnson (Lorimer Johnston).

## Produzione
Il film fu prodotto dalla Selig Polyscope Company.

## Distribuzione
Distribuito dalla General Film Company, il film - un cortometraggio di una bobina - uscì nelle sale cinematografiche statunitensi il 27 marzo 1913.